# Alfred Fried
Alfred Herrmann Fried, född 11 november 1864 i Wien, i en ungersk-judisk familj (fadern från Szigetvár och modern från Budapest) död 5 maj 1921 i Wien, var en österrikisk pacifist och journalist. År 1911 delade han Nobels fredspris med Tobias Asser. 
Fried grundade 1899 den länge i Tyskland ledande Die Friedens-Warte, och 1892 den första tyska fredsföreningen. Han har bland annat utgett Handbuch der Friedensbewegung (1905, 2:a upplagan 2 band 1911-13) och Pan-Amerika (1910, 2:a upplagan 1916).
Han var även esperantist.[källa behövs]
Hans skrift Handbuch der Friedensbewegung brändes av nationalsocialister under bokbålen i Nazityskland 1933.